# 拡張条虫
拡張条虫（かくちょうじょうちゅう、学名：Moniezia expansa）は、ヒツジ、ヤギ、ウシ、シカ、トナカイ、カモシカなどの小腸に寄生する条虫の1種。ペルーからブタへの感染例、エジプトからヒトへの感染例が報告されている。

## 形態
体長100-500cm、体幅12-15mm。典型的な条虫であり、頭節と、それに続く無数の片節から構成されている。頭節には4つの大きな吸盤があるが、額嘴や棘などはない。各片節は幅広くて短く、1対の生殖器がある。片節の間には片節間腺があるが、その機能は明らかでない。虫卵は丸みを帯びた三角形で、直径56～67μm、内部に六鉤幼虫を入れる洋梨状装置を有する。

## 生活環
反芻動物を終宿主、ササラダニを中間宿主とする。虫卵は受胎片節として糞中に排出され、ダニに食べられる。食べられなかった場合1日で乾燥して死ぬが、ダニの数は膨大であるため、3%のダニに4-13匹が感染しているとした場合でも、牧草1kgあたり2,000匹の幼虫が存在する計算になる。虫卵はダニ体内で孵化してオンコスフェアとなり、血体腔に移動してシスチセルコイドとなる。この過程は4か月ほどかかることがある。ダニが終宿主に食べられると、幼虫は小腸に移動して5-6週間で成虫になる。子羊ではしばしば濃厚感染がみられ、その場合にはそれぞれの虫体が小さくなる密度効果と呼ばれる現象が認められる。

## 診断と治療
通常は無症状であるが、子羊での濃厚感染例では消化障害・下痢・体重減少などが認められることがある。
診断は検便で虫卵や片節を検出することにより行われる。治療には主にニクロサミドが用いられる。アルベンダゾールは19-75%、プラジカンテルも99–100%の場合で有効である。プラジカンテル+レバミゾールはさらに有効で、拡張条虫が減少したことにより体重の増加が見られた。

## 予防
牧草地のササラダニ対策が中心となる。牧草地を耕すことにより一時的ではあるがササラダニの個体数を減少させることができる。また、休牧もある程度の効果がある。

## 参考資料
- 平詔亨ほか著 『家畜臨床寄生虫アトラス』 チクサン出版社 1995年 ISBN 9784885004100
- 今井壯一ほか編 『最新家畜寄生虫病学』 朝倉書店 2007年 ISBN 4254460279